# June Watanabe
June Yoshiko Watanabe (* 7. Juni 1939 in San Francisco als June Tsukida) ist eine US-amerikanische Tänzerin und Choreographin.

## Leben
Watanabe war von 1942 bis 1945 als Amerikanerin japanischer Herkunft im Lager Heart Mountain in Wyoming interniert. Sie kehrte 1945 nach Los Angeles zurück und studierte ab 1948 Tanz an der West Coast School of Music and Dance bei Elizabeth Gilman. Am Los Angeles Conservatory of Music and Arts absolvierte sie eine Ballettausbildung bei Patricia O’Kane. Sie besuchte die Eugene Loring School of American Dance und studierte von 1956 bis 1960 an der University of California, Los Angeles bei Gloria Newman, Alma Hawkins und Carol Scothorn. Sie unterrichtete Tanz am El Camino College in Los Angeles (1960–1962), an der University of California, Berkeley (1973–1975) und am Mills College (1975–1979 und 1986–2010).
Im Alter von 16 Jahren wurde Watanabe von Jerome Robbins als Tänzerin für das Filmmusical The King and I engagiert. 1962 schloss sie sich in New York der Kompagnie von Martha Graham an und trat beim American Dance Festival auf. Nach ihrer Heirat mit Akira Watanabe zog sie nach Marin County, wo sie ihre drei Kinder großzog und an der University of California und am Mills College unterrichtete. 
Erst 1979 nahm Watanabe ihre aktive Laufbahn als Tänzerin wieder auf. Ab 1980 leitete sie die Watanabe Dance Company/June Watanabe in Company, mit der sie bis 2006 regelmäßig in der San Francisco Bay Area auftrat und Tourneen an der West- und Ostküste der Vereinigten Staaten unternahm. Sie choreographierte für ihre eigene Company und für andere Companies und arbeitete als Choreographin u. a. mit dem Nō-Meister Anshin Uchida, den Musikern Seiichi Tanaka, Pauline Oliveros, Denny Zeitlin, David Rosenbloom, Bun-Ching Lam, Kirsten Vogelsang, Alvin Curran, Carl Stone, George Yoshida und dem Kronos Quartet, den bildenden Künstlern Ruth Asawa, Jose Maria Francos, Douglas Rosenberg, Kerry Vander Meer und Sandra Woodall den Lyrikern Leslie Scalapino und John Woodall und den Tänzern und Choreographen Ed Mock, Alonzo King, Remy Charlip, Daniel Nagrin, Livia Blankman, Karen Attix, Sharon Kinney, Frank Shawl und Helen Dannenberg zusammen.

## Choreographien
- ... silently, 1979
- Herding, 1982
- Cantabile, 1983
- Internments, 1983
- E.O. 9066, 1984
- White Ashes, 1986
- Haian, 1987
- Suitable for Framing, 1987
- Cradle Will Fall, 1988
- Trilogy, 1989
- Falling Man, 1994
- Jo Sui. Je Suis ... as water I am, 1995
- Noh Project I: Deai, 1996
- Still Moving, 1999
- 5/15/45 – the last dance, 2001
- Noh Project II, 'Can't is 'Night' , 2004